# Quartier Saint-Victor
Quartier Saint-Victor är Paris 17:e administrativa distrikt, beläget i femte arrondissementet. Distriktet är uppkallat efter den tidigare Faubourg Saint-Victor som i sin tur var uppkallad efter Abbaye Saint-Victor.
Femte arrondissementet består även av distrikten Jardin-des-Plantes, Val-de-Grâce och Sorbonne.

## Sevärdheter
- Saint-Nicolas-du-Chardonnet
- Arènes de Lutèce
- Place Jussieu med Tour Zamansky
- Maison de la Mutualité
- Collège des Bernardins
- Musée de la sculpture en plein air

## Bilder
| - De fyra administrativa distrikten i Paris femte arrondissement. - Saint-Nicolas-du-Chardonnet. - Place Jussieu med Tour Zamansky. |

## Kommunikationer
- Tunnelbana – linjerna   – Jussieu